# Krzysztof Janikowski
Krzysztof Stanisław Janikowski herbu Korab (ur. ok. 1615, zm. 1647) – polski fałszerz dokumentów.

## Życiorys

### Młodość i pierwsze fałszerstwa
Syn Stanisława Janikowskiego herbu Korab. Ojciec, posiadacz kilku łanów ziemi w podgdańskich Łostowicach, prowadził burzliwy żywot i zginął w 1620 roku zastrzelony w Starogardzie Gdańskim. Po jego śmierci Janikowski przez kilka lat pomieszkiwał u swoich trzech zamężnych sióstr i starszego brata Stanisława, ławnika sądu miejskiego w Tczewie, stopniowo zaczynając zarabiać na swoje życie oszustwami. Wstąpił do nowicjatu w klasztorze franciszkańskim w Kaliszu, z którego uciekł, uprzednio wyłudzając od braci zakonnych – przy pomocy podrobionych listów – powóz, konia i kilka tysięcy złotych. Posługując się sfałszowanymi dokumentami, okradł w podobny sposób późniejszego wojewodę pomorskiego Gerarda Denhoffa, a w 1637 roku po przyłączeniu do Polski ziemi lęborsko-bytowskiej uzyskał od króla Władysława IV nadanie rzekomo zajętych przez chłopów działów ziemi we wsiach Chmieleniec i Trzebielino oraz karczmy Borno. Dokonał zajazdu na Chmieleniec, rabując jego prawowitemu właścicielowi wszystkie ruchomości o wartości ponad 40 tysięcy złotych, po czym przemocą zmusił pisarza sądu grodzkiego w Kiszporku do sfałszowania wpisów w księgach własnościowych i podrobienia glejtu wystawionego rzekomo przez króla. Po śmierci starszego brata w 1641 roku przywłaszczył sobie część pieniędzy zebranych z podatków w powiecie.

### Rozwój działalności
1 grudnia 1642 roku wojewoda pomorski Paweł Działyński wydał uniwersał nakazujący schwytać Janikowskiego z powodu popełnianych oszustw i ciążących już wówczas na nim wyroków kilku sądów. Ścigany Janikowski zbiegł za granicę. Przez pewien czas mieszkał u karczmarza Adama Montewicza w Motarzynie, w powiecie słupskim, a 25 listopada 1643 roku poślubił jego córkę Annę. W tym czasie podjął działalność fałszerza akt, ogłaszając rzekome dokumenty pergaminowe z nadaniami dla klasztorów i duchowieństwa katolickiego, które jakoby miał odkryć w skrzyni spoczywającej w ruinach zniszczonego zamku Zitzewitzów w Motarzynie. Za dostarczone klasztorowi norbertanek w Żukowie potwierdzenia przywilejów zdołał pozyskać dożywotnie nadanie folwarku Skrzeszewo. Podejrzewająca Janikowskiego o oszustwo księżna Anna de Croy wtrąciła go do więzienia.
Po wyjściu na wolność powrócił do Polski, szybko znajdując nabywców na produkowane przez siebie fałszywe poświadczenia rzekomo „zaginionych” przywilejów. Działał głównie na terenie Prus Królewskich, inkasując od swoich klientów, w zależności od ich stanu majątkowego i oczekiwań, kwoty od kilkudziesięciu do kilku tysięcy złotych. W ciągu kilku lat zyskał pokaźny na owe czasy majątek wartości ponad 15 tysięcy złotych, nie licząc licznych podarków. Podrobionymi przez siebie dokumentami obdarował nawet króla Władysława IV i kanclerza Jerzego Ossolińskiego, za co nagrodzono go kwotą 1200 złotych oraz tytułem sekretarza królewskiego. Otrzymane od Janikowskiego dyplomy potwierdzające prawa Polski do Pomorza Zachodniego Ossoliński wysłał na toczące się w Osnabrück rokowania pokojowe w sprawie zakończenia wojny trzydziestoletniej, gdzie zostały zdemaskowane jako fałszerstwa przez szwedzkiego posła Johana Adlera Salviusa. Także w samym kraju coraz powszechniej zaczęto podważać autentyczność dostarczanych przez Janikowskiego przywilejów, a w sądach wnoszono przeciwko niemu kolejne sprawy. Ich krytykę przeprowadzono także na sejmikach pruskich. Skazanie fałszerza utrudniała jednak protekcja, jaką objęli go król i kanclerz Ossoliński.
Jego wiarygodność podważyło ostatecznie śledztwo przeprowadzone przez wojewodę malborskiego Jakuba Wejhera i radę miejską Gdańska. W jego wyniku ujawniono istnienie stworzonego przez Janikowskiego całego zespołu fałszerzy, w którego skład wchodzili m.in. jego bratanek i sprowadzony z Londynu płatnerz Cornelius Wright, zajmujący się podrabianiem pieczęci. Proceder był niezwykle dobrze zorganizowany: sporządzane przez Janikowskiego po polsku dokumenty tłumaczył na łacinę bakałarz z Bytowa Krzysztof Unger, a pergaminy dla nadania pozorów starości nacierano popiołem lub wędzono.

### Śmierć
Janikowski zdołał uniknąć kary za swoje fałszerstwa – zginął zamordowany w nocy z 30 na 31 sierpnia 1647 roku, podczas zajazdu na majątek w Pawłowie. Przywódcą zajazdu był Jakub Pusch, pasierb brata Janikowskiego, usunięty wcześniej z tegoż majątku na podstawie jednego z podrobionych dokumentów. Pomimo zabiegów, Janikowskiego nigdy oficjalnie nie potępiono. Wdowa po nim została osadzona w więzieniu, zwolniono ją jednak po osobistej interwencji króla. Sfałszowanymi dokumentami posługiwano się gdzieniegdzie w sporach majątkowych jeszcze do końca XVII wieku.